# 扎西卡
扎西卡（1985年6月14日—2013年3月1日），男，老撾人，拉祜族，曾居住于緬甸撣邦大其力縣孟果回朗村，是其中糯康犯罪集團的成員，他有份參與2011年10月5日，中國船員金三角遇害案，并被判处故意殺人罪、綁架罪和劫持船隻罪。
2013年3月1日下午二時，扎西卡和另外三人（糯康、桑康·乍薩和依萊），在雲南省昆明市中级人民法院被執行注射死刑，終年27歲。

## 糯康犯罪集團
扎西卡在犯罪集團裏面的工作，主要是駕駛快艇。

## 犯案
2011年10月5日，即是案發當日，扎西卡在扎波收到了翁蔑（ 糯康犯罪集團4號人物，另案處理）等人的通知之後，和扎波一起，坐着木船趕到案發現場，參與對兩艘遇害船隻（華平號和玉興8號）的武裝劫船，當他登上被翁蔑等人控制的遇害船隻之後，扎西卡看見受害的中國船員，已經被綑綁，不久後，他受指揮，開槍對中國船員進行殺害。然後，經過了一陣槍聲過後，扎西卡和扎波、扎拖波等人，跳下快艇，迅速逃跑。

## 被捕
5月8日，扎西卡因為涉嫌故意殺人罪、劫持船隻罪被中華人民共和國雲南省西雙版納傣族自治州公安局刑事拘留，2012年7月18日經中華人民共和國雲南省西雙版納傣族自治州人民檢察院批准逮捕，第二天（即是2012年7月19日）由中華人民共和國雲南省西雙版納傣族自治州公安局執行逮捕。

## 審判
2012年11月6日，雲南省昆明市中级人民法院一審宣判，判處扎西卡死刑，法官判詞說：「被告人扎西卡，犯故意殺人罪，判處死刑，犯綁架罪，判處有期徒刑十五年，罰金人民幣50萬元，犯劫持船隻罪，判處有期徒刑十五年，決定執行死刑，罰金人民幣50萬元。」宣判後，扎西卡和另外五人（糯康、桑康·乍薩、依萊、扎波、扎拖波）當庭表示要求上訴。
同年12月20日，雲南省高級人民法院對案件，進行二審，26日雲南省高級人民法院作出終審裁定，駁回上訴，維持原判。